# Biatora ligni-mollis
Biatora ligni-mollis är en lavart som först beskrevs av T. Sprib. & Printzen, och fick sitt nu gällande namn av Spribille, Björk, Ekman, Elix, Goward, Printzen, Tønsberg & Wheeler. Biatora ligni-mollis ingår i släktet Biatora och familjen Ramalinaceae.   Inga underarter finns listade i Catalogue of Life.